# روزنبرگ (تگزاس)
روزنبرگ، تگزاس(به انگلیسی: Rosenberg, Texas) شهری در ایالت تگزاس از ایالات جنوبی ایالات متحده آمریکا است. در سرشماری سال ۲۰۰۰، جمعیت این شهر ۲۴۰۴۳ نفر اعلام شد.

## نگارخانه

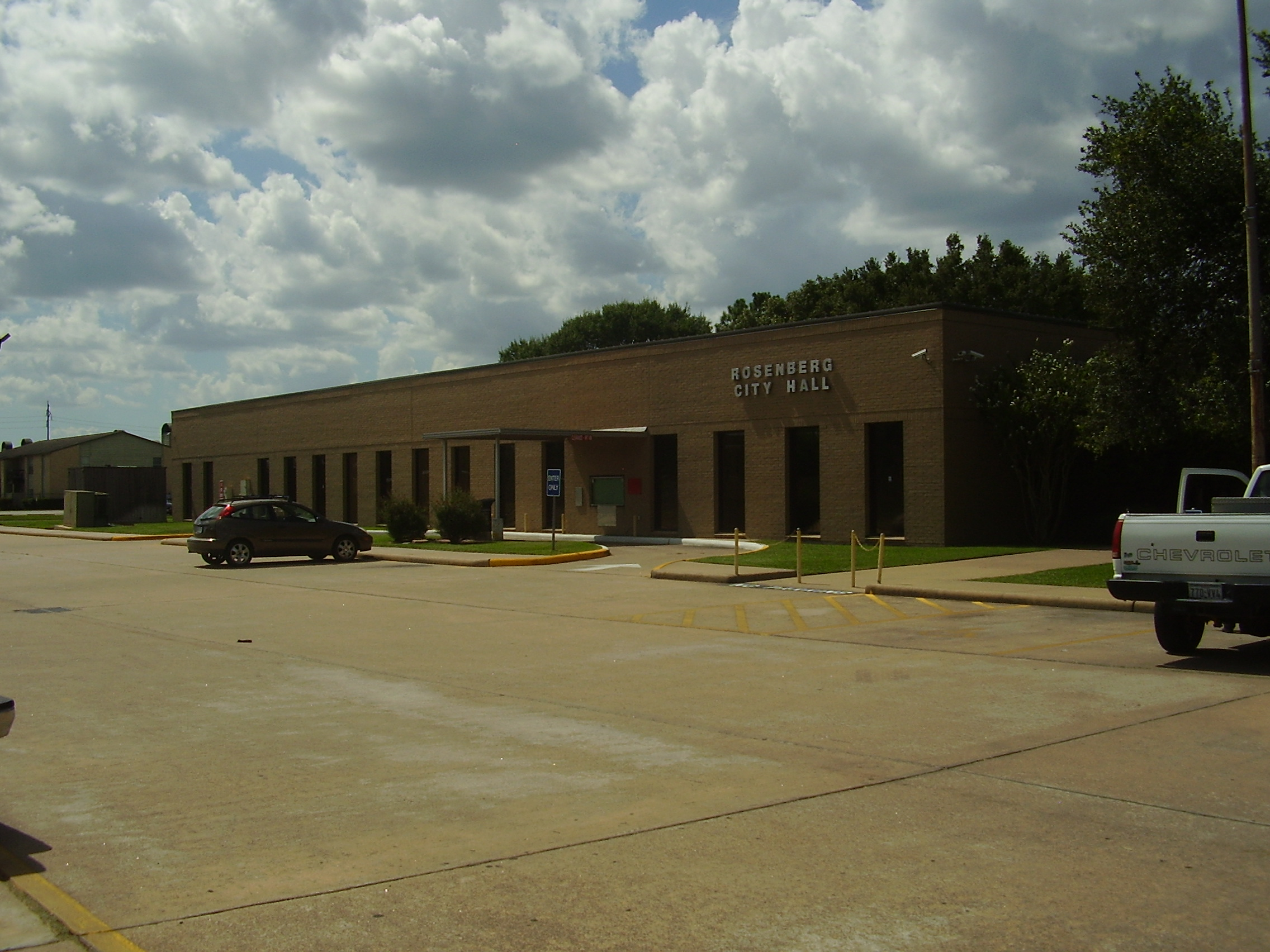
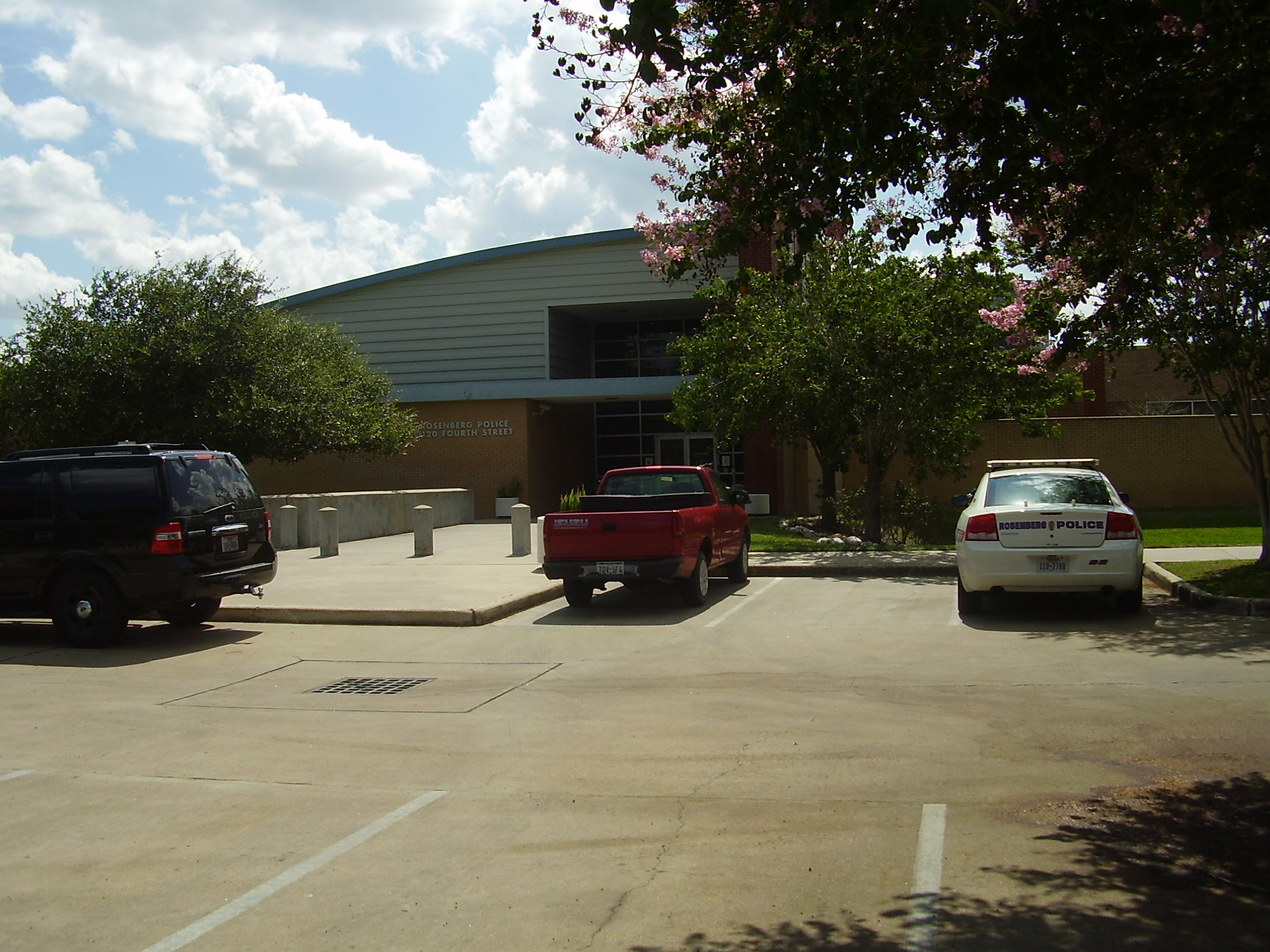
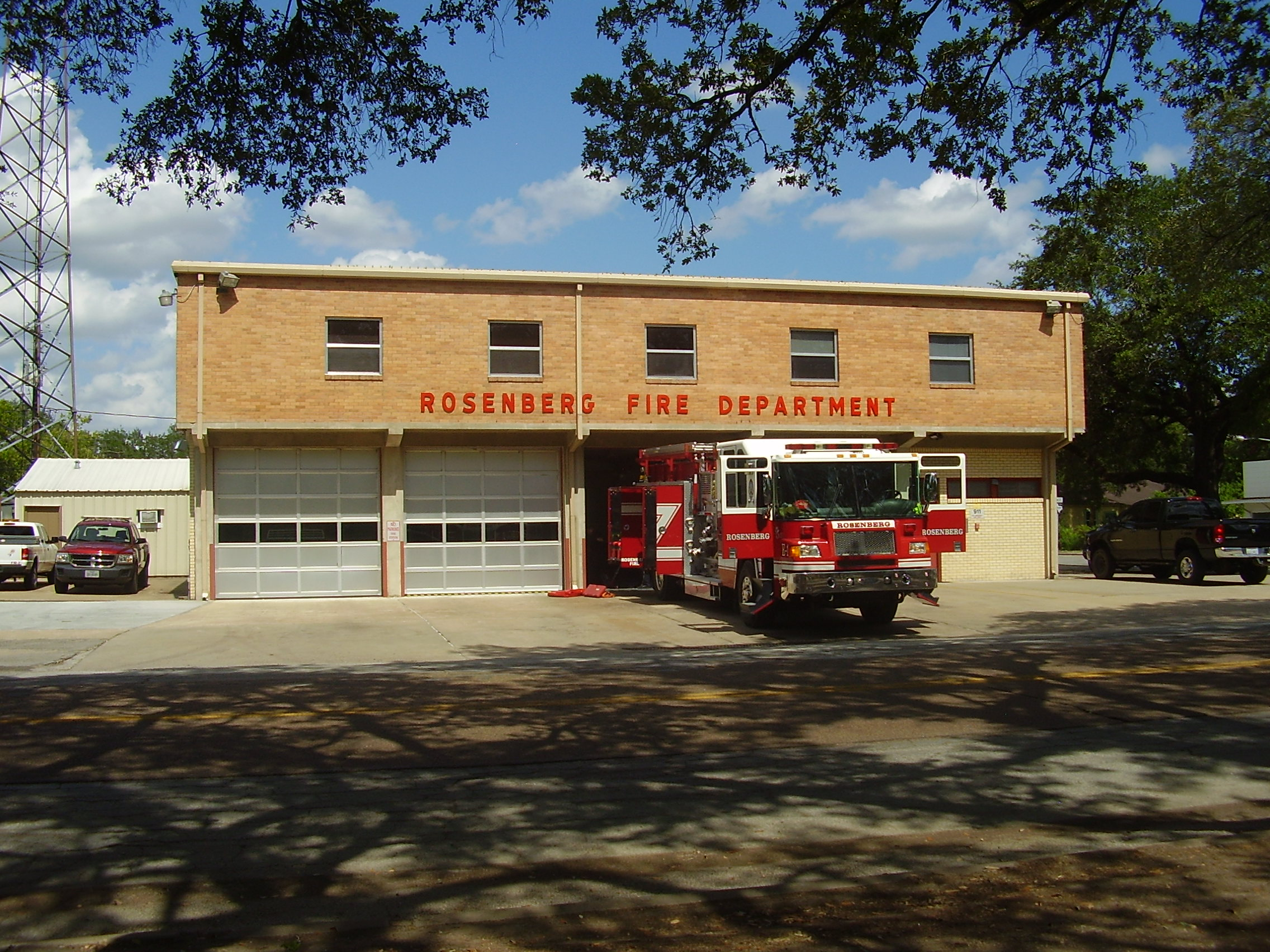